# Gerd Lochmann
Gerd Lochmann (3 aprile 1948 – 24 dicembre 2022) è stato un pesista tedesco.

## Palmarès
| Anno | Manifestazione | Sede              | Evento         | Risultato | Misura  | Note |
| ---- | -------------- | ----------------- | -------------- | --------- | ------- | ---- |
| 1973 | Europei indoor | Rotterdam         | Getto del peso | Argento   | 20,12 m |      |
| 1976 | Europei indoor | Monaco di Baviera | Getto del peso | Argento   | 20,29 m |      |